# Eupsychia
Eupsychia – imię żeńskie pochodzenia greckiego. Oznacza „tę, która ma dobrą duszę”.
Męski odpowiednik: Eupsychiusz
Eupsychia imieniny obchodzi: 9 kwietnia i 7 września.